# Boarmia subpennaria
Boarmia subpennaria är en fjärilsart som beskrevs av Achille Guenée 1858. Boarmia subpennaria ingår i släktet Boarmia och familjen mätare. Inga underarter finns listade i Catalogue of Life.